# Butler (hrabstwo Clark)
Butler – miasto w Stanach Zjednoczonych, w stanie Wisconsin, w hrabstwie Clark.